# In One Ear
«In One Ear» es una canción de la banda estadounidense de indie rock, Cage the Elephant. Se lanzó originalmente en 2008 como segundo sencillo del álbum de estudio debut homónimo. Dos años más tarde, la banda decidió reeditarla y lanzar una nueva versión, esta vez como quinto sencillo y primera en la lista de canciones.

## Lírico y melodías
Por su estilo musical se caracteriza por un marcado riff y por una melodía que ha sido descrita como «pegadiza». Líricamente aborda las críticas que recibe la banda y el pensamiento de los miembros de esta respecto a ellas. La revista británica The Fly describió su letra como un «manifiesto que escupe bilis», mientras que Susie Goldring para BBC Music afirmó que es una declaración de «dos dedos a la industria musical». Para Laura Routledge de Noizemakesenemies.co.uk, las letras son simplistas y llevan un mensaje de «tenacidad y resistencia» frente a estereotipos clásicos de las bandas de rock. Routledge también señaló que la canción tiene un estilo similar al de la banda Rooster y concluye que por «su vasta credibilidad y calidad adictiva, es un debut extremadamente impresionante para el quintento norteamericano». Para la revista NME la canción es «una paradoja en sí misma, desordenada (...) que debería ser una pila gigante de clichés pero es inexplicablemente emocionante», y afirmó que su estilo es una fusión de bandas de géneros tan dispares como Kings of Leon y House of Pain.
Fraser McAlpine, en otra nota para BBC, se mostró más crítico y le asignó a la canción una negativa calificación de dos estrellas de cinco. Insiste en comparar los ritmos de guitarra con el de grupos musicales como Arctic Monkeys, Wolfmother en sus comienzos y Kasabian. Sobre su lírica no comparte la visión optimista de otras interpretaciones y declaró que es un producto «comercial», de «moda» diseñado para vender y concluyó que suena como «un himno de fiesta fastidioso» que no hace declaraciones de ningún tipo.

## Video musical
Se produjeron dos videos musicales diferentes en 2008. Isaac Rentz dirigió la primera versión donde la banda aparece tocando en vivo desde diferentes locaciones, que incluye un bar, una fiesta y hasta en un basurero. El segundo orientado al Reino Unido contiene parte de la letra censurada y en él la banda toca desde una habitación de un hospital psiquiátrico donde el vocalista Matthew Shultz viste una bata de hospital e intenta escapar del establecimiento. Los acompaña una mujer, también paciente del hospital.
El video musical de «In One Ear» apareció en la serie animada Beavis and Butt-Head.

## Formatos
| N.º | Título                                                | Duración |  |
| 1.  | «In One Ear» (Editado para radio)                     |          |  |
| 2.  | «Ain't No Rest for the Wicked» (Rémix «Wicked Devil») |          |  |

| Sencillo promocional en CD (Reino Unido) |                                   |          |  |
| N.º                                      | Título                            | Duración |  |
| 1.                                       | «In One Ear» (Editado para radio) | 3:20     |  |

| Sencillo en CD (Reino Unido) | |          |  |
| N.º                          | Título | Duración |  |
| 1.                           | «In One Ear» (Nueva edición explícita para radio, mezcla por Jeremy Wheatley)                                                                              | 3:21     |  |
| 2.                           | «Ain't No Rest For The Wicked» (Canción producida para radio 1, en la sesión Zane Lowe Session, masterizado por Jerry Smith y producido por Miti Adhikari) | 3:08     |  |

| Sencillo promocional en CD (Reino Unido) |                                                         |          |  |
| N.º                                      | Título                                                  | Duración |  |
| 1.                                       | «In One Ear» (Editado para radio)                       | 3:20     |  |
| 2.                                       | «In One Ear» (Editado para radio, versión instrumental) | 3:20     |  |

| Sencillo promocional en CD (Reino Unido) |                               |          |  |
| N.º                                      | Título                        | Duración |  |
| 1.                                       | «In One Ear» (Edición limpia) | 3:20     |  |
| 2.                                       | «In One Ear» (Editado)        | 3:20     |  |

| Sencillo en vinilo de siete pulgadas (Reino Unido) | |          |  |
| N.º                                                | Título | Duración |  |
| 1.                                                 | «In One Ear» (Lado A: editado para radio, mezcla por Jeremy Wheatley)                                                                     |          |  |
| 2.                                                 | «Ain't No Rest for the Wicked» (Lado B: rémix «Wicked Devil» con un sample de «I Chase The Devil» de Max Romeo, mezcla por The Magic Fly) |          |  |

| Sencillo en vinilo de siete pulgadas con portada (Reino Unido) |                                                |          |  |
| N.º                                                            | Título                                         | Duración |  |
| 1.                                                             | «In One Ear» (Lado A)                          | 4:01     |  |
| 2.                                                             | «Backstabbin Betty» (Lado B: versión acústica) | 3:54     |  |

Fuente: Discogs

## Posicionamiento en listas
La canción figuró en cinco listas musicales de la revista estadounidense Billboard, en la mayoría de los casos superando las veinte semanas de permanencia. Su mejor desempeño fue Alternative Songs, donde logró posicionarse en el puesto número uno el 7 de agosto de 2010 destronando a la canción «This Is War» de 30 Seconds to Mars; permaneció allí por veintisiete semanas consecutivas hasta el 27 de ese mes, sucedida más tarde por «The Catalyst» de Linkin Park. También escaló hasta el tercer puesto de la lista Rock Songs, donde figuró por veintitrés semanas, y en Active Rock subió a la posición 18, permaneciendo allí por más de veinte semanas. En Mainstream Rock Tracks se logró un puesto veinte con igual número de semanas de presencia, y en Heritage Rock escaló hasta el puesto veintiséis.
| País           | Lista                            | Posición máxima alcanzada | Ref.          |
| -------------- | -------------------------------- | ------------------------- | ------------- |
| Estados Unidos | Billboard Alternative Songs      | 1                         | [ 13 ]        |
| Estados Unidos | Billboard Rock Songs             | 3                         | [ 18 ] [ 14 ] |
| Estados Unidos | Billboard Active Rock            | 18                        | [ 15 ]        |
| Estados Unidos | Billboard Mainstream Rock Tracks | 20                        | [ 16 ]        |
| Estados Unidos | Billboard Heritage Rock          | 26                        | [ 17 ]        |

| Predecesor: «This Is War» de 30 Seconds to Mars | Billboard Alternative Songs — Sencillo N.° 1 7 de agosto de 2010 — 28 de agosto de 2010 | Sucesor: «The Catalyst» de Linkin Park |